# David Brenner (acteur)
Ne doit pas être confondu avec David Brenner (monteur).
Pour les articles homonymes, voir Brenner.
David Brenner, né le 4 février 1936 à Philadelphie, en Pennsylvanie, et mort le 15 mars 2014 à New York, dans l'État de New York, est un acteur, scénariste et humoriste de stand-up américain.

## Filmographie

### Acteur

#### Au cinéma
- 1989 : Trois Lits pour un célibataire (Worth Winning) : le commissaire-priseur

#### À la télévision
- 1976 : Snip (en) : David
- 1983 : Live... And in Person
- 2001 : Arliss : lui-même
- 2010 : Modern Family : lui-même

### Scénariste
- 2000 : David Brenner: Back with a Vengeance!